# Siemes (Unternehmen)

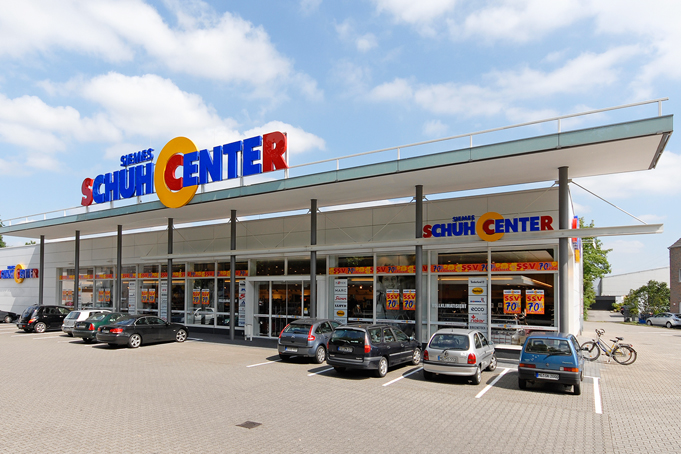
Siemes Schuhcenter, Filiale in Mönchengladbach

Die Siemes Schuhcenter GmbH & Co KG mit Sitz in Mönchengladbach ist ein familiengeführtes Unternehmen im Schuhhandel. Die Siemes-Gruppe ist deutschlandweit mit verschiedenen Fachhandelskonzepten vertreten.

## Struktur des Unternehmens
Zu Siemes gehören
- LEONE (Luxusmarke der Gruppe)
- SIEMES Schuhhaus (traditioneller Schuhfachhandel; in Nordrhein-Westfalen vier Filialen)
- Siemes Schuhcenter (großflächige Schuhgeschäfte)

## Geschichte
1936 eröffnete Heinz Siemes das erste Schuhfachgeschäft in seiner Heimatstadt Mönchengladbach. Im Laufe der Jahre wurden weitere Filialen in Mönchengladbach und Rheydt eröffnet. 1967 erfolgte die Eintragung der Schuhhaus Siemes OHG. 1970 wurde die Geschäftsführung von Heinz-Willi Siemes übernommen. Die Rechtsform wechselte zur Kommanditgesellschaft. Mit der Eröffnung der ersten Leone-Filiale – die Luxusmarke der Siemes-Gruppe – in Mönchengladbach etablierte sich Siemes im Jahr 1978 im hochpreisigen Schuh-Segment. Ein weiteres Fachhandelskonzept wurde 1984 mit dem Siemes Schuhcenter ins Leben gerufen. Dieses Konzept gehört inzwischen zum filialstärksten Vertriebskanal. Siemes expandierte bundesweit. 1994 wechselte die Rechtsform zur Schuhhaus Siemes GmbH & Co KG. Im Jahre 1999 erfolgte schließlich die finale Verschmelzung mit der Siemes Schuhcenter GmbH & Co KG.
1995 war Siemes mit 44 Filialen deutschlandweit vertreten, bis 2013 stieg die Zahl auf 150 Filialen. Siemes gehörte 2010 zu den größten Schuh-Fachhändlern in Deutschland.
Seit 2010 ist die Siemes-Gruppe mit einem Online-Shop vertreten. Neben Schuhen und Taschen werden auch Accessoires angeboten.